# Milovan Kapor
Milovan Kapor (Ontario, 5 agosto 1991) è un calciatore canadese, difensore dell'Hamsik Academy.

## Carriera

### Club
Il 23 febbraio 2018 viene acquistato a titolo definitivo dalla squadra bielorussa del Homel'.